# 安詮院貞熊

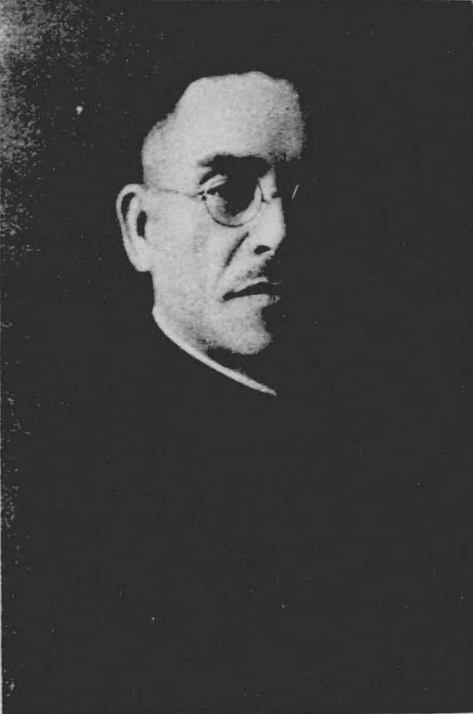
安詮院 貞熊

安詮院 貞熊（あぜぶ さだくま、1889年〈明治22年〉4月27日 - 没年不明）は、大正から昭和時代前期の台湾総督府官僚。彰化市尹、台中市尹。

## 経歴
熊本県玉名郡伊倉町大字伊倉出身。1903年（明治36年）玉名郡南都尋常高等小学校卒業。1904年（明治37年）7月、熊本県小学校准訓導検定試験に合格し、玉名郡賢木小学校准訓導となる。1907年（明治40年）熊本県師範学校を退学。1912年（明治45年）3月、殖産局林業講習所を卒業する。
ついで、1915年（大正4年）文官普通試験合格後、翌年、新竹市庁に出仕。1920年（大正9年）3月に台湾総督府営林局書記、同年同府属、1932年（昭和7年）台湾総督府地方理事官を経て、台北州基隆郡守となる。その後、1936年（昭和11年）12月28日付けで彰化市尹に就任し、さらに、1939年（昭和14年）4月から翌年6月まで台中市尹を務めた。退官後は、台湾新聞常務を務めた。
戦後、堂園砕石土建取締役を務めた。

## 栄典
位階
- 1932年（昭和7年）5月 - 従七位[4]
- 1934年（昭和9年）8月 - 正七位[4]
- 1937年（昭和12年）5月 - 従六位[3]

勲章等
- 1937年（昭和12年）6月 - 勲六等瑞宝章[3]